# Victor Poelaert
Denis Victor Poelaert (Brussel, 28 september 1820 – aldaar, 29 september 1859) was een Belgisch beeldhouwer.

## Leven en werk
Victor Poelaert was een telg van de familie Poelaert en een zoon van Philippe Poelaert (1790-1845), meester-metselaar, architect en regent van Halle en Isabelle Stas (1794-1873). Hij was een jongere broer van de architect Joseph Poelaert.
Poelaert studeerde aan de Koninklijke Academie voor Schone Kunsten van Brussel, als leerling van Willem Geefs. Hij werd in zijn werk ook beïnvloed door François Rude. Poelaert was bevriend met Egide Mélot, zij maakten beiden onder meer beelden voor het stadhuis van Brussel en een allegorisch beeld voor de door Joseph Poelaert ontworpen toegang tot het Warandepark.
Victor Poelaert overleed de dag na zijn 39e verjaardag aan een borstaandoening. Zijn overlijden werd aangegeven door broer Constant Poelaert, advocaat, en collega-beeldhouwer Félix Bouré.

## Enkele werken
- 1852: Lente,[5]. De allegorische beeldengroep van de lente zit als tegenhanger van de zomer (een beeld van Egide Mélot) op een wachthuisje bij de door Joseph Poelaert ontworpen hoofdingang aan de zuidzijde van het Warandepark in Brussel, tegenover het Koninklijk Paleis. De Lente werd in 1905 vervangen door een kopie van beeldhouwer Jean Hérain.
- ca. 1855-1859: beelden van Ida van Namen en Clementia van Bourgondië voor het stadhuis van Brussel[6] De beelden werden na zijn overlijden afgewerkt door Armand Cattier.
- 1856: beelden van de muzen Polyhymnia en Euterpe in de vorm van Kariatide voor de entree van de Koninklijke Muntschouwburg in Brussel.
- 1856: La haine du joug. Poelaert toonde het gipsen beeld op de Exposition générale des Beaux-Arts in Brussel.
- 1858-1859: medaillonportret van rechter Eugène van Dievoet (1804-1858), Poelaerts zwager

## Fotogalerij

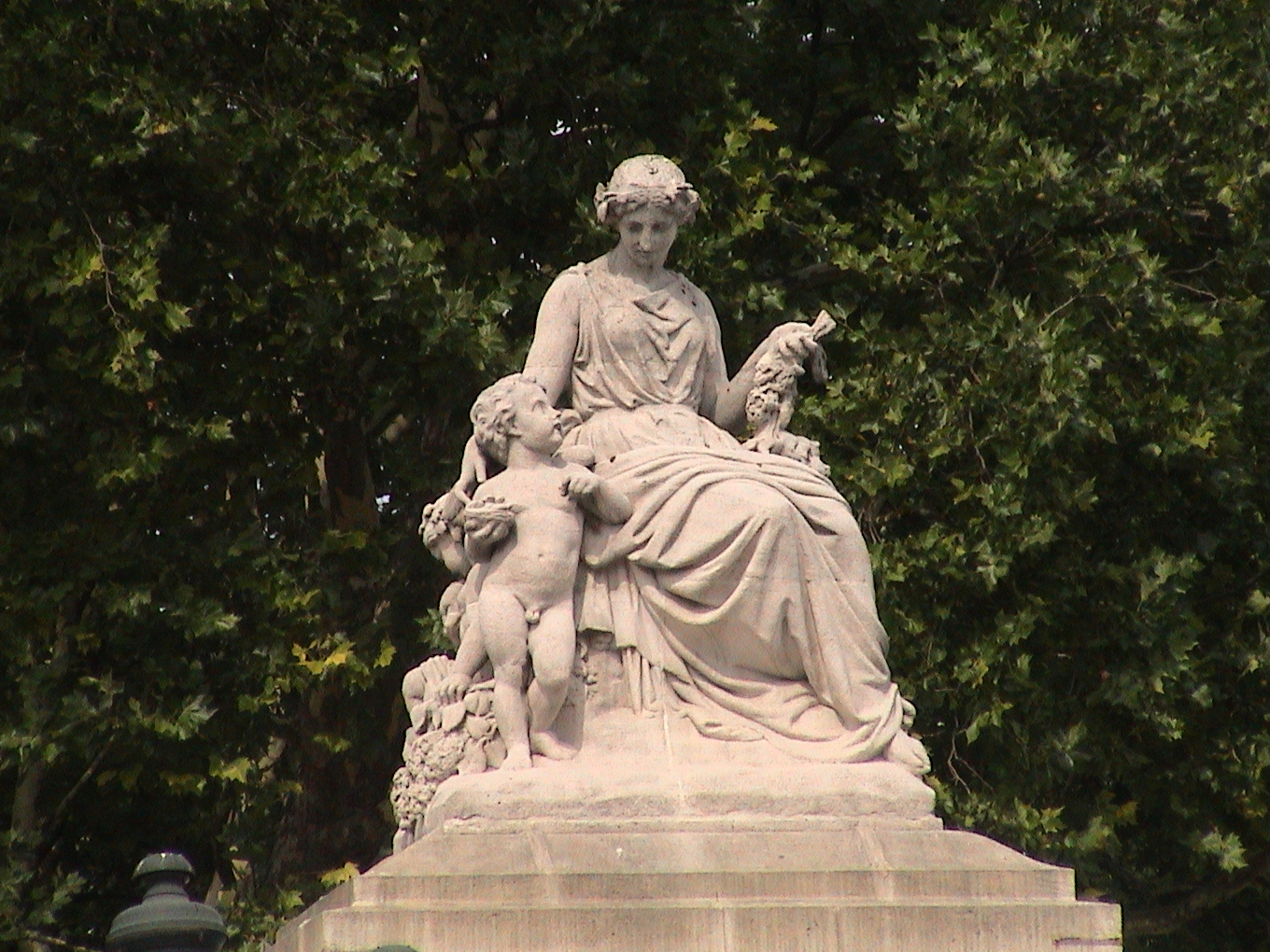
Lente (1852)
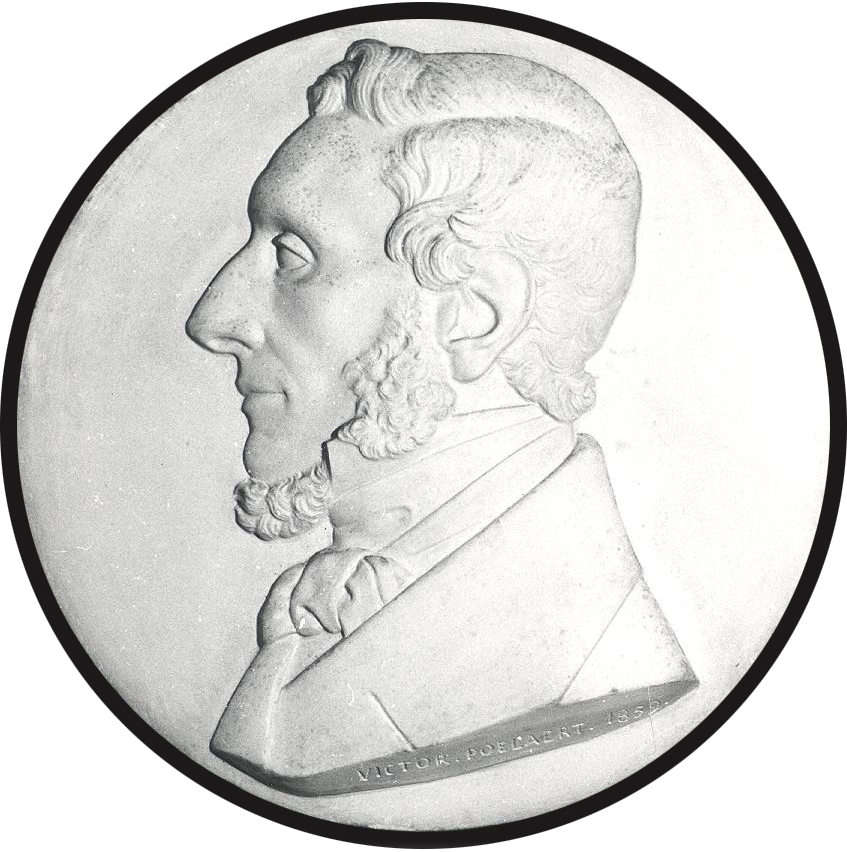
Van Dievoet (1858-1859)

- RKD-Nederlands Instituut voor Kunstgeschiedenis: 93861